# Boredoms
Boredoms é uma banda da cidade de Osaka, no Japão, fundada em 1986. Com uma produção musical de difícil caracterização, mas que para alguns da crítica especializada, se aproxima do noise rock, Boredoms alcançaram o status de ser uma banda influente na vanguarda musical. Seus álbuns contém muito de música experimental, com a captura de improvisação típica de apresentações ao vivo. O grupo tem um número de integrantes flutuante e uma discografia de identificação igualmente confusa.

## Discografia
- 1986 Anal by Anal
- 1988 Onanie Bomb Meets the Sex Pistols
- 1988 Boretronix 1
- 1989 Boretronix 2
- 1989 Soul Discharge
- 1990 Boretronix 3
- 1992 Wow 2
- 1993 Pop Tatari
- 1993 Super Roots
- 1994 Chocolate Synthesizer
- 1994 Super Roots 2
- 1994 Super Roots 3
- 1995 Super Roots 5
- 1996 Super Roots 6
- 1996 2001 Boredoms
- 1998 Super Roots 7
- 1998 Super Go!!!!!
- 1998 Super Ae
- 1998 Super 77/Super Sky
- 1999 Super Roots 8
- 1999 Vision Creation Newsun EP
- 1999 Vision Creation Newsun 2xCD Boxset
- 2000 Vision Creation Newsun
- 2000 Rebore Vol. 1
- 2000 Rebore Vol. 2
- 2001 Rebore Vol. 3
- 2001   Ichi The Killer Ost
- 2001 Rebore 0: Vision Recreation
- 2001 Free (End of Session version)
- 2004 Seadrum/House of Sun

### Oficiais
- Boredoms- Página Oficial

### Informações
- Boredoms (em inglês) no AllMusic
- Boredoms (em inglês) no Discogs
- Discografia de Boredoms no MusicBrainz
- Boredoms no Myspace
- Boredoms no Last.fm